# اچ‌ام‌سی‌اس ویندسور
اچ‌ام‌سی‌اس ویندسور (به انگلیسی: HMCS Windsor) یک زیردریایی بود که طول آن ۷۰٫۲۶ متر (۲۳۰ فوت ۶ اینچ) بود. این زیردریایی در سال ۱۹۹۲ ساخته شد.